# Kraamgeld
Kraamgeld of geboortepremie noemt men in België de toelage die in toepassing van de kinderbijslagregeling wordt toegekend bij de geboorte van een kind als tegemoetkoming in de kosten voor de uitzet. Al wie volgens een van de drie bestaande regelingen recht heeft op kinderbijslag, kan ook aanspraak maken op kraamgeld.
Het kraamgeld wordt enkel uitbetaald aan de moeder van het kind. De vader dient de aanvraag te doen bij het kinderbijslagfonds van zijn werkgever.
Kraamgeld wordt in België ten vroegste uitbetaald twee maanden voor de vermoedelijke bevalling. Voor een meerling of voor een eerste kind bedraagt het bedrag 1.223,11 euro, voor een tweede kind bedraagt het bedrag 920,25 euro (cijfers 1 december 2012).
In Nederland bestaat geen overeenkomstige regeling.